# Markus Miller
Pour les articles homonymes, voir Miller.
Markus Miller est un footballeur allemand (gardien de but), né le 8 avril 1982 à Lindenberg im Allgäu, en Bavière.
Le 2 juin 2010, il s'engage pour 2 saisons au Hanovre 96.

## Carrière
- 2001-2002 :  VfB Stuttgart
- 2002-2003 :  FC Augsbourg
- 2003-2010 :  Karlsruher SC
- 2010-2015 :  Hanovre 96[1],[2]

## Palmarès
- Karlsruher SC
  - Vainqueur de la 2.Bundesliga en 2007.